# Waffle House
WH Capital, L.L.C., marknadsför sig som Waffle House (engelska: våffelhuset)  , är en amerikansk restaurangkedja som säljer främst maträtter inom frukost, lunch och middag. De hade för år 2021 totalt 1 950 restauranger och en total försäljning på nästan 1,3 miljarder amerikanska dollar i USA.
Restaurangkedjan grundades den 5 september 1955 av Tom Forkner, före detta anställd hos USA:s armés kontraspionageenhet United States Army Counterintelligence och Manhattanprojektet, och Joe Rogers Sr. som enbart en frukostrestaurang i Avondale Estates i Georgia. År 1960 började Waffle House med franchising.